# Tấn Mục hầu
Tấn Mục hầu (chữ Hán: 晉穆侯, cai trị: 811 TCN – 785 TCN), tên thật là Cơ Phí Vương (姬弗生), là vị vua thứ chín của nước Tấn - chư hầu nhà Chu trong lịch sử Trung Quốc.
Tấn Mục hầu là con của Tấn Hiến hầu – vua thứ tám của nước Tấn. Năm 812 TCN, Hiến hầu mất, Mục hầu lên nối ngôi.
Năm 808 TCN, Mục hầu lấy con gái nước Tề làm vợ, sinh ra con cả là Cơ Cừu. Sau đó Cơ Cừu được lập làm thế tử.
Năm 805 TCN, Tấn Mục hầu nghe lệnh Chu Tuyên vương, đem quân đánh Nhung. Năm 802 TCN, ông đánh thắng đất Thiên Mẫu. Cùng năm ông sinh người con thứ là Cơ Thành Sư.
Chu Tuyên vương dùng nguyên lão trọng thần Phương Thúc đem 36000 binh xa đánh Sở, giành chiến thắng. Tấn Mục hầu đem quân giúp, sau khi chiến thắng, Tuyên vương đem chiến lợi phẩm thu được tặng ông.
Năm 785 TCN, Tấn Mục hầu mất. Ông làm vua tất cả 27 năm. Em ông là Thương Thúc giành ngôi của thế tử Cừu. Thế tử Cừu bỏ trốn.